# آدریان سیفو
آدریان سیفو (انگلیسی: Adrián Scifo؛ زادهٔ ۱۰ اکتبر ۱۹۸۷) بازیکن فوتبال اهل آرژانتین است.